# Vid Belec
Vid Belec (Maribor, 6 de junho de 1990), é um futebolista esloveno que atua como goleiro. Atualmente, joga pelo APOEL.
Jogou pela seleção de seu país nas categorias de base.